# Ophiocordyceps entomorrhiza

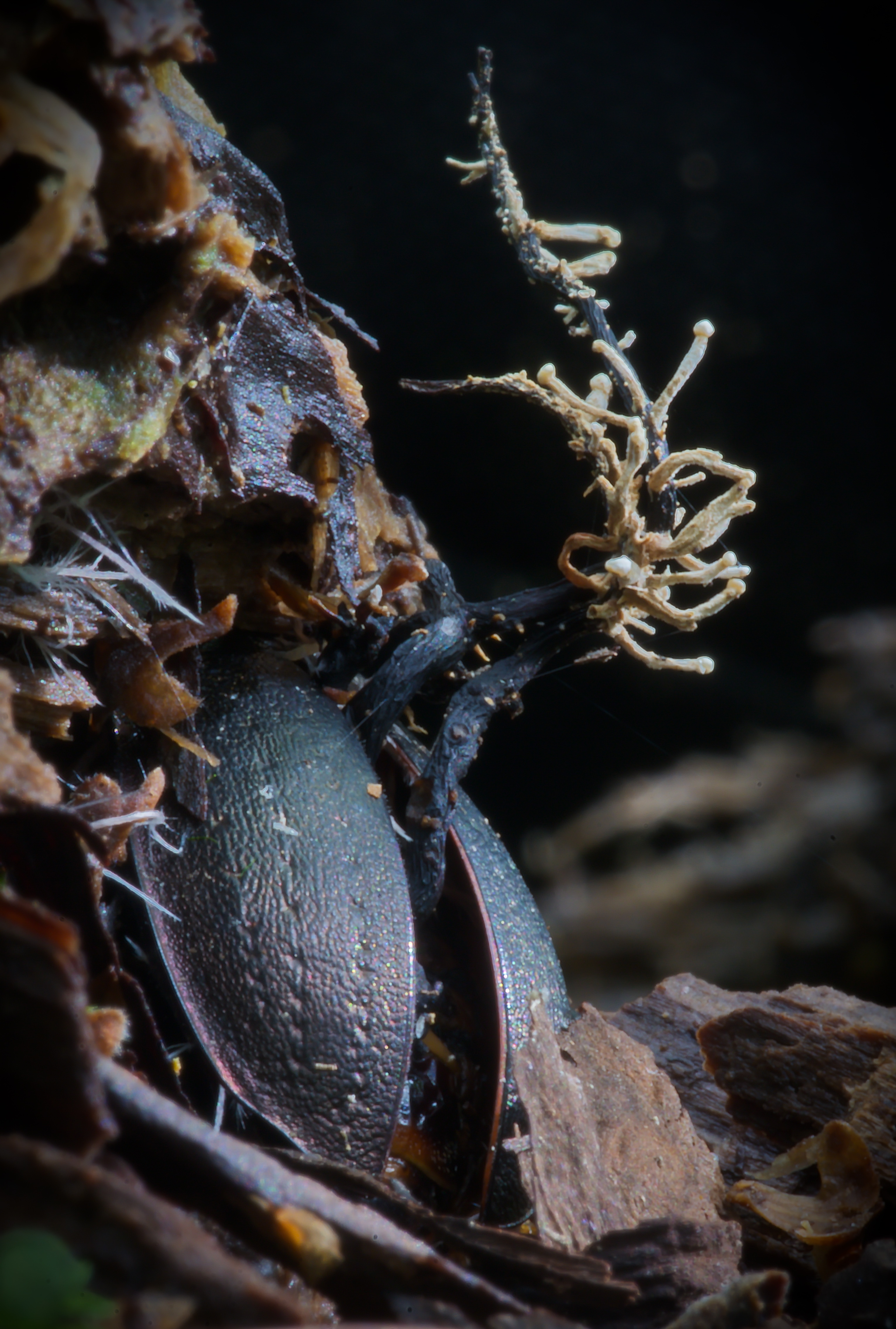

Ophiocordyceps entomorrhiza (Dicks.) G.H. Sung, J.M. Sung, Hywel-Jones & Spatafora – gatunek grzybów z rodziny Ophiocordycipitaceae. Jest pasożytem owadów.

## Systematyka i nazewnictwo
Pozycja w klasyfikacji według Index Fungorum: Ophiocordyceps, Ophiocordycipitaceae, Hypocreales, Hypocreomycetidae, Sordariomycetes, Pezizomycotina, Ascomycota, Fungi.
Po raz pierwszy opisał go w 1785 r. James Dickson nadając mu nazwę Sphaeria entomorrhiza. Obecną nazwę nadali mu G.H. Sung, J.M. Sung, Hywel-Jones i J.W. Spatafora w 2007 r.
Ma 15 synonimów. Niektóre z nich:
- Cordyceps eleutheratorum (Nees) Migula 1913
- Cordyceps entomorrhiza (Dicks.) Fr. 1849
- Hirsutella eleutheratorum (Nees) Petch 1932[1].

Polska nazwa występuje w internetowym atlasie grzybów (dla synonimu Cordyceps tuberculata). Jest niespójna z aktualną nazwą naukową tego gatunku.

## Morfologia i tryb życia
Na ciele porażonego owada tworzy w przybliżeniu cylindryczne askostromy o długości do 5 cm, średnicy 0,15 cm 0,15 cm i barwie żółtawobrązowej do pomarańczowej. Mają ciemnobrązowe ostiole, rozmieszczone na całej powierzchni askostromy. Worki cylindryczne, cienkie i wydłużone, z aparatem apikalnym na szczycie. Askospory nitkowate, wieloprzegrodowe lub wielokomórkowe 475–535 × 1–1,5 µm, dzielące się na fragmenty o wymiarach 7–11 × 1–1,5 µm.

## Występowanie i siedlisko
Znane jest występowanie Ophiocordyceps entomorrhiza w Ameryce Północnej, Europie, Japonii, na Nowej Zelandii i w jednym miejscu na zachodnim wybrzeżu Ameryki Południowej. Występuje również w Polsce. Aktualne stanowiska podaje internetowy atlas grzybów. Znajduje się w nim na liście gatunków zagrożonych, wartych objęcia ochroną.
Grzyb entomopatogeniczny rozwijający się na larwach, poczwarkach i postaciach dorosłych chrząszczy Carabus oraz pluskwiaków z rodzajów Himacerus.